# Guichard IV. (Beaujeu)
Guichard IV. († September 1216 vor Dover) war ein Herr von Beaujeu und Montpensier (Guichard I.) aus dem Haus Beaujeu. Er war ein Sohn des Humbert IV. († 1189/90) und der Agnes von Montpensier.
Guichard folgte um das Jahr 1192 direkt seinem Großvater Humbert III. in der Herrschaft von Beaujeu nach, jedenfalls datiert die frühste von ihm gezeichnete Urkunde aus diesem Jahr. Von seiner Mutter erbte er zu einem unbekannten Zeitpunkt Montpensier.
Verheiratet war er mit Sibylla († 9. Januar 1217), einer Tochter des Grafen Balduin VIII./V. von Flandern-Hennegau und Schwester der 1190 verstorbenen Königin Isabella. Durch diese Verbindung erhielt Guichard unmittelbaren Zugang zum Hof von Paris und zur königlichen Familie. Im Jahr 1209 nahm er am Albigenserkreuzzug teil. Im Jahr 1216 begleitete Guichard seinen Neffen, den Kronprinzen Ludwig den Löwen, auf dessen Eroberungszug nach England. Dabei starb er im Kampf gegen die Anhänger des Johann Ohneland während der Belagerung von Dover.
Aus seiner Ehe mit Sibylla von Hennegau sind mehrere Kinder hervorgegangen, die alle in seinem Testament genannt werden:
- Humbert V. (1189–25. Juli 1250), Herr von Beaujeu, Connétable von Frankreich
- Guichard II. († vor 1256), Herr von Montpensier
- Heinrich († vor 1264), Herr von Bugey
- Agnes († 11. Juli 1231), ⚭ Theobald IV./I., Graf von Champagne und König von Navarra
- Margarete, ⚭ Heinrich von Mâcon
- Philippa, Nonne in Fontevrault
- Sibylla, ⚭ Rainald IV. von Bâgé